# Anomala sambalanga
Anomala sambalanga är en skalbaggsart som beskrevs av Ohaus 1938. Anomala sambalanga ingår i släktet Anomala och familjen Rutelidae. Inga underarter finns listade i Catalogue of Life.